# Abraham du Plessis
Abraham Hermanus du Plessis, né le 28 août 1914 dans le district de Prieska en Afrique du Sud et mort (a priori) le 3 Juillet 1997 à Klerksdorp, est un homme politique sud-africain, membre du parti national dont il dirige la section territoriale au sud-ouest africain (1968-1981), membre de la chambre de l'assemblée du parlement pour la circonscription de Windhoek (1969-1976), ministre des travaux publics (1972-1975) et du développement communautaire (1972-1975) dans les gouvernements de John Vorster.

## Biographie
Après des études à Upington et à l'université d'Afrique du Sud (UNISA), A.H. du Plessis s'installe en 1934 au Sud-Ouest africain (actuelle Namibie) où il travaille pour le service des chemins de fer et des ports.
Employé à partir de 1945 par la Bpk Suidwes-Drukkery, dont il deviendra le directeur, il s'engage activement dans la vie publique, d'abord au sein de l'association pour la culture et la langue afrikaans (Afrikaanse Taal en Kultuur Vereeniging - ATKV) puis en 1946, devient le secrétaire du parti national du Sud-Ouest africain.
En 1948, il est élu à l'assemblée législative du Sud-Ouest Africain.
En 1950, A.H. du Plessis devient membre du Comité Exécutif du Sud-Ouest Africain.
Membre du parlement pour la circonscription de Windhoek, chef du parti national du Sud-ouest africain à partir de 1968, Plessis devient ministre en 1972 au sein du Cabinet de la République d'Afrique du Sud.
En 1970, Abraham du Plessis a proposé au gouvernement sud-africain que le Sud-Ouest Africain soit inclus en tant que cinquième province de l'Afrique du Sud mais le gouvernement sud-africain, craignant les protestations internationales, a rejeté la demande de Du Plessis En 1974, le gouvernement a chargé Du Plessis d'engager un dialogue avec les différents groupes de population et mouvements d'opposition afin d'arriver à une sorte de gouvernement pour le Sud-Ouest Africain.
Il quitte le gouvernement pour reprendre la direction de la délégation du parti national à la conférence de la Turnhalle. En septembre 1977, son leadership est défié par Dirk Mudge. Il n'est réélu à la direction du parti national qu'avec six voix d'avance sur son adversaire plus progressiste (141 à 135) qui quitte le parti pour former le parti républicain. De son côté, AH du Plessis constitue un front électoral multiracial dénommé AKTUR (groupe d'action pour le retour aux principes de la Turnhalle), coalisant le parti national avec plusieurs petits mouvements métis et blancs conservateurs. Le gouvernement sud-africain n'était pas satisfait de l'attitude du Parti National du Sud-Ouest Africain, qui n'a pas adhéré à l'Alliance démocratique de la Turnhalle, un parti politique de Namibie fondé en 1977 à la suite de la conférence de la Turnhalle et le 28 septembre 1977, les relations entre le parti National d'Afrique du Sud et le parti national du Sud-Ouest Africain ont été rompues. Il quitte la vie politique active en 1981 laissant la direction du parti national du Sud-Ouest africain à Kosie Pretorius vainqueur d'Ebenezer van Zijl au cours d'une élection interne.
Selon un site généalogique, la date de son décès est le 3 juillet 1997 à Klerksdorp mais elle n'est pas confirmée à ce jour par d'autres sources disponibles en ligne.

## Vie privée
Fils de Willem Jacobus Du Plessis, A.H. du Plessis s'est marié en 1939 à Elsie Susanna du Plessis, née Lombard.